# Romanos (serie de televisión)
Romanos es una serie de comedia negra Argentina, escrita y protagonizada por Pablo Cedrón, dirigida por Andrés Cedrón y producida por Martín Lavini (Dontask). Se estrenó el 25 de abril de 2017 en Cine.ar/play y el 1 de julio de 2017 en el canal de televisión por cable I.Sat del grupo Turner.

## Trama
Romanos cuenta la historia de Lionel y Garda, quienes tras permanecer un largo tiempo desocupados consiguen ser contratados para llevar adelante una épica y curiosa tarea: satisfacer las más diversas fantasías sexuales de la gente. Así los encontraremos caracterizados de Romanos para la maestra jardinera que ya es asidua cliente de la empresa o viajando en tren hacia los confines de un pueblo cercano para cumplir con un pedido a domicilio de una pareja de ancianos. Todo esto sucede en un universo paralelo al que vivimos, donde se cruza el mundo actual con la época de apogeo del Imperio Romano, mostrándonos cuán parecidos somos aún al pueblo de aquel entonces.

## Premios y nominaciones
| Premio                                                  | Ceremonia | Categoría                       | Nominados                 | Resultado |
| ------------------------------------------------------- | --------- | ------------------------------- | ------------------------- | --------- |
| GRABA fest (Mendoza Argentina                           | 2018      | selección oficial               | Romanos                   | En curso  |
| Austin Webfest (Austin, Texas, EE. UU.)                 | 2017      | Best Cinematography             | Eric Elizondo             | Ganadora  |
| Austin Webfest (Austin, Texas, EE. UU.)                 | 2017      | Mejor Escritura                 | Pablo Cedrón              | Nominada  |
| Austin Webfest (Austin, Texas, EE. UU.)                 | 2017      | Mejor Dirección                 | Andrés Cedrón             | Nominada  |
| Austin Webfest (Austin, Texas, EE. UU.)                 | 2017      | Mejor Actor                     | Pablo Cedrón              | Nominada  |
| Austin Webfest (Austin, Texas, EE. UU.)                 | 2017      | Mejor Edición                   | Cactus Cine               | Nominada  |
| Brasil international Film Fest (Río de Janeiro, Brasil) | 2016      | Mejor serie web y tv            | Romanos                   | Ganadora  |
| Rio Web Fest (Río de Janeiro, Brasil)                   | 2016      | Best Production Design          | Romanos                   | Nominada  |
| BISERIESLAND (Bilbao)                                   | 2016      | Amet selection                  | Romanos                   | Nominada  |
| Sicily web fest (Sicilia, Italia)                       | 2016      | Official Selection              | Romanos                   | Nominada  |
| Brasil international Film Fest (Río de Janeiro, Brasil) | 2016      | Official Selection              | Romanos                   | Nominada  |
| Marseille web fest (Marseille, France)                  | 2016      | Official Selection              | Romanos                   | Nominada  |
| BAWEBFEST (Buenos Aires, Argentina)                     | 2016      | Mejor sonido                    | ZUB Sonido (Marcos Zoppi) | Ganadora  |
| BAWEBFEST (Buenos Aires, Argentina)                     | 2016      | Mejor arte                      | Ezequiel Galeano          | Ganadora  |
| BAWEBFEST (Buenos Aires, Argentina)                     | 2016      | Mejor actor de reparto          | Martín Lavini             | Ganadora  |
| BAWEBFEST (Buenos Aires, Argentina)                     | 2016      | Mejor guion                     | Pablo Cedrón              | Nominada  |
| International online Web Fest (Londres, Inglaterra)     | 2016      | Best Foreign Language Web Serie | Romanos                   | Ganadora  |
| International online Web Fest (Londres, Inglaterra)     | 2016      | Best Screenplay                 | Pablo Cedrón              | Ganadora  |
| International online Web Fest (Londres, Inglaterra)     | 2016      | Best Web Serie                  | Romanos                   | Nominada  |
| International online Web Fest (Londres, Inglaterra)     | 2016      | Best Directing                  | Andrés Cedrón             | Nominada  |
| International online Web Fest (Londres, Inglaterra)     | 2016      | Best Actor                      | Pablo Cedrón              | Nominada  |
| Miami Short Film Fest. (Miami, EE. UU.)                 | 2015      | Best Web Serie                  | Romanos                   | Nominada  |
| Paragon Film Fest (Los Ángeles, EE. UU.)                | 2015      | Best Web Serie                  | Romanos                   | Nominada  |

- Datos: Q51881218